# Teorema di Pascal

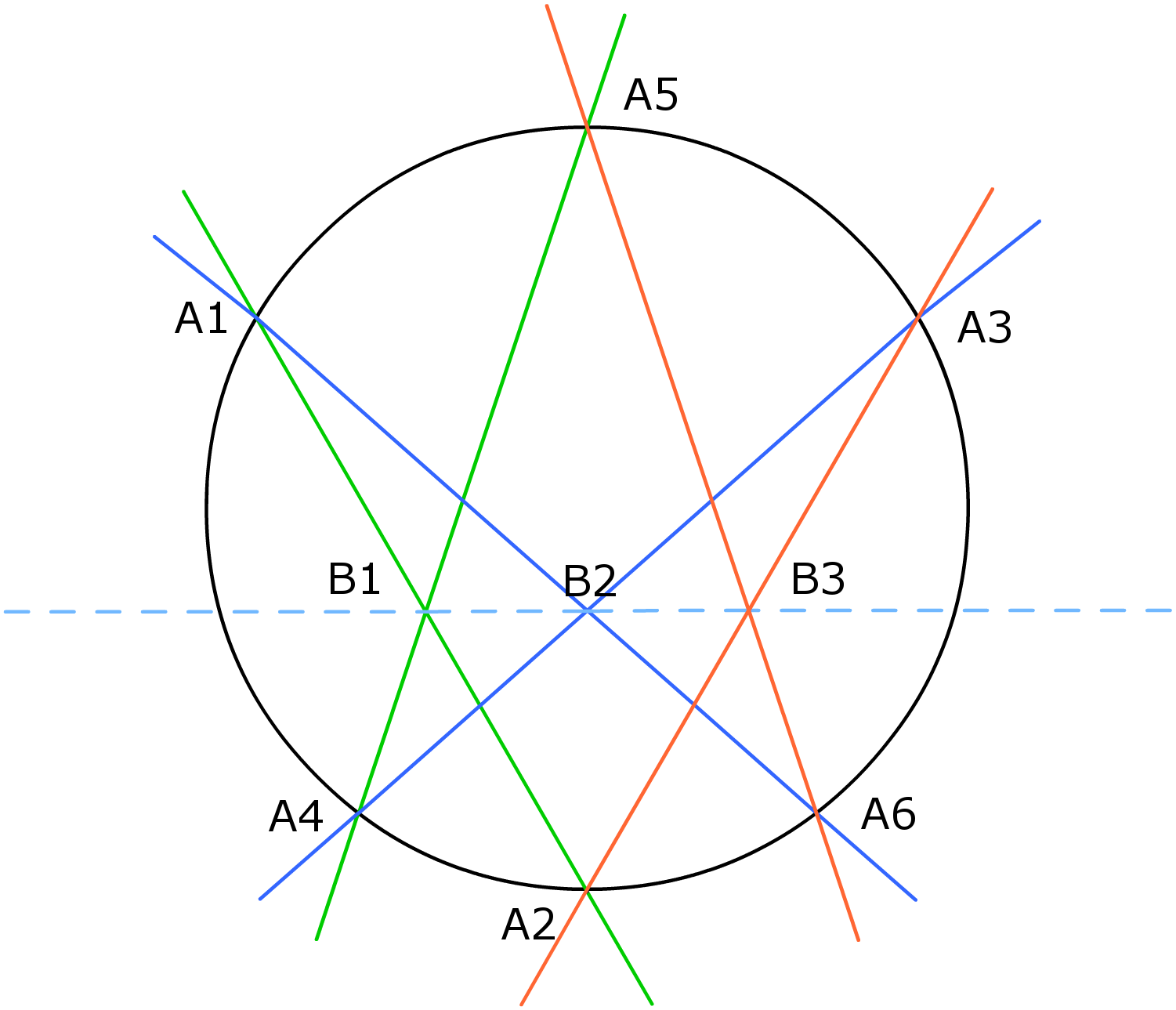
Teorema di Pascal

In geometria, il teorema di Pascal, di Blaise Pascal, è uno dei teoremi base della teoria delle coniche. Premesso che sei punti ordinati {\displaystyle A_{1}}, {\displaystyle A_{2}}, {\displaystyle A_{3}}, {\displaystyle A_{4}}, {\displaystyle A_{5}}, {\displaystyle A_{6}} di una conica individuano un esagono inscritto in essa, il teorema di Pascal fornisce una condizione grafica caratteristica affinché un dato esagono sia inscrivibile in una conica. 

## Il teorema

### Per cinque punti generici passa una sola conica
Un risultato classico della teoria delle coniche afferma che per 5 punti generici passa una sola conica. Per "generici" si intende in questo caso che i 5 punti devono essere distinti, e che fra di loro non ve ne sono 4 allineati, cioè giacenti sulla stessa retta: l'aggettivo "generico" suggerisce che 5 punti "presi a caso" soddisfano certamente questa proprietà.

### Condizione sul sesto punto
Cinque punti generici determinano quindi una conica. Il teorema di Pascal fornisce una condizione affinché un sesto punto appartenga alla conica: 
Siano {\displaystyle A_{1}}, {\displaystyle A_{2}}, {\displaystyle A_{3}}, {\displaystyle A_{4}}, {\displaystyle A_{5}}, {\displaystyle A_{6}} sei punti nel piano e siano {\displaystyle B_{1}}, {\displaystyle B_{2}}, {\displaystyle B_{3}} i punti comuni, rispettivamente, alle rette {\displaystyle A_{1}A_{2}} e {\displaystyle A_{4}A_{5}}, alle rette {\displaystyle A_{3}A_{4}} e {\displaystyle A_{6}A_{1}}, alle rette {\displaystyle A_{2}A_{3}} e {\displaystyle A_{5}A_{6}}. 
I sei punti iniziali appartengono ad una conica se, e soltanto se, i tre punti {\displaystyle B_{1}}, {\displaystyle B_{2}}, {\displaystyle B_{3}} appartengono ad una retta, chiamata retta di Pascal. 
Il caso particolare in cui i sei punti sono contenuti in una conica degenere, cioè l'unione di due rette, si traduce nel teorema di Pappo-Pascal.

## Generalizzazioni
Nel 1847 il teorema fu generalizzato da August Ferdinand Möbius: posto che un poligono con {\displaystyle 4n+2} lati sia iscritto in una conica, si prolunghino i lati opposti fino a che si secano in {\displaystyle 2n+1} punti. Se {\displaystyle 2n} di questi punti si trovano sulla stessa retta, allora anche l'ultimo punto si trova su di essa.